# Nauenhain
Nauenhain ist ein Ortsteil der Stadt Geithain im Landkreis Leipzig (Freistaat Sachsen). Er wurde am 1. Juli 1995 eingemeindet.

## Geografie

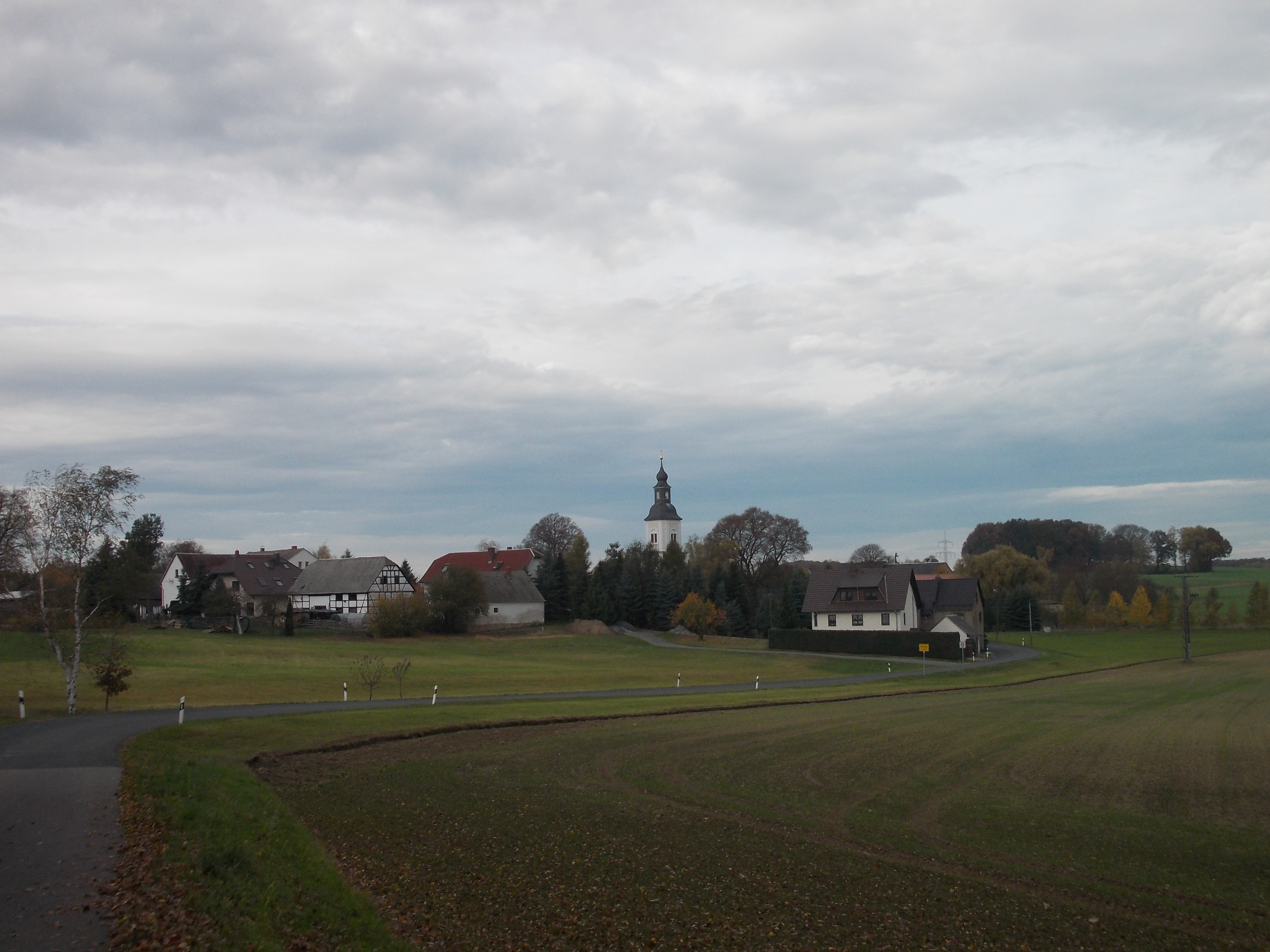
Nauenhain, Ortsansicht

### Geografische Lage und Verkehr
Nauenhain liegt nordöstlich von Geithain am Nauenhainer Bach, der nach seiner Anstauung im Speicher Schwarzbach als Schwarzbach bezeichnet wird. Im Oberlauf westlich von Nauenhain wurde der Bach bereits im Großen Teich angestaut.

### Nachbarorte
| Ebersbach                    | Thierbaum                                   |            |
| Tautenhain                   | Kompassrose, die auf Nachbargemeinden zeigt | Leupahn    |
| Neu Ottenhain, Alt-Ottenhain | Mark Ottenhain, Weißbach                    | Leutenhain |

## Geschichte

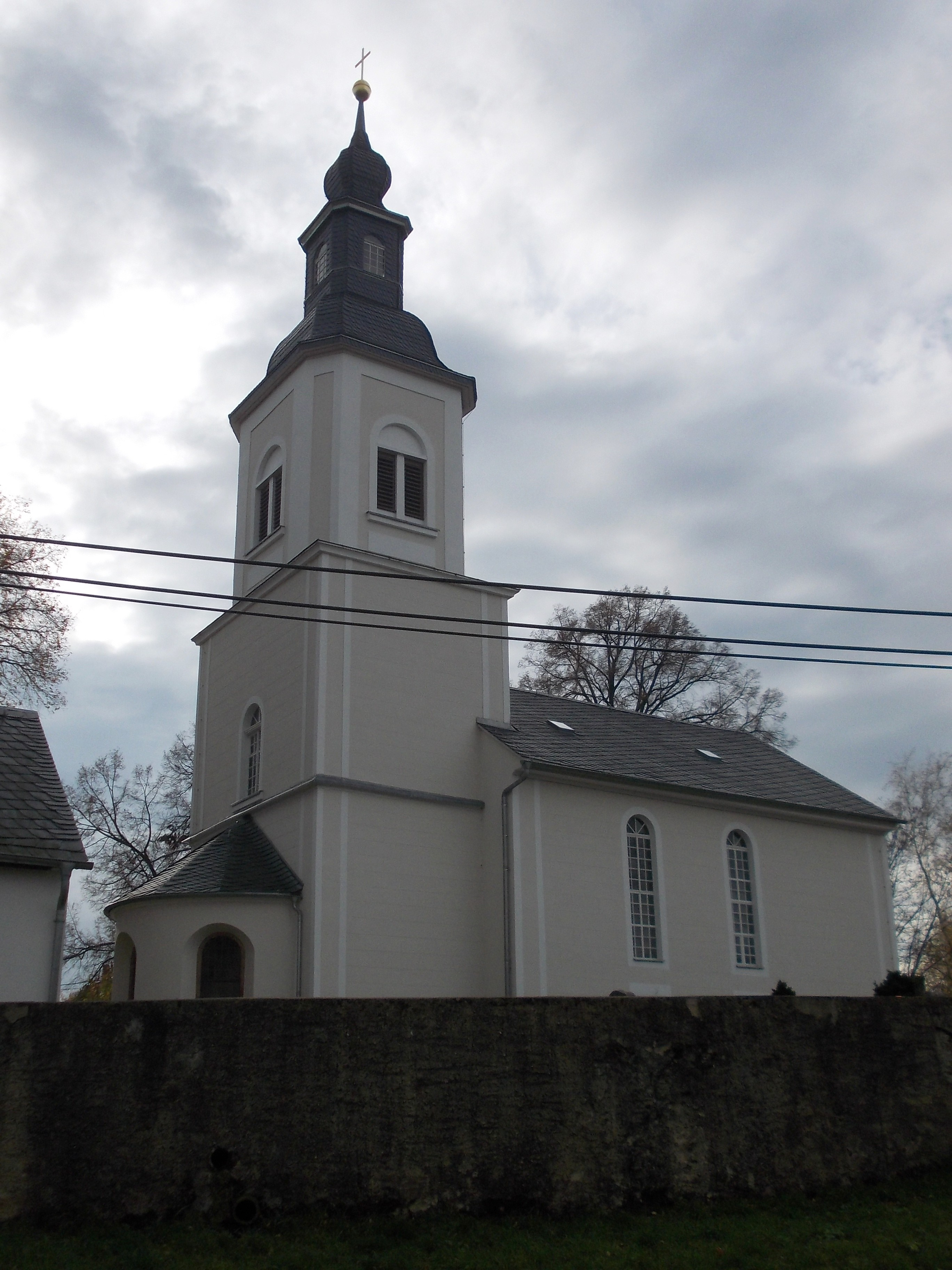
Nauenhain, Kirche

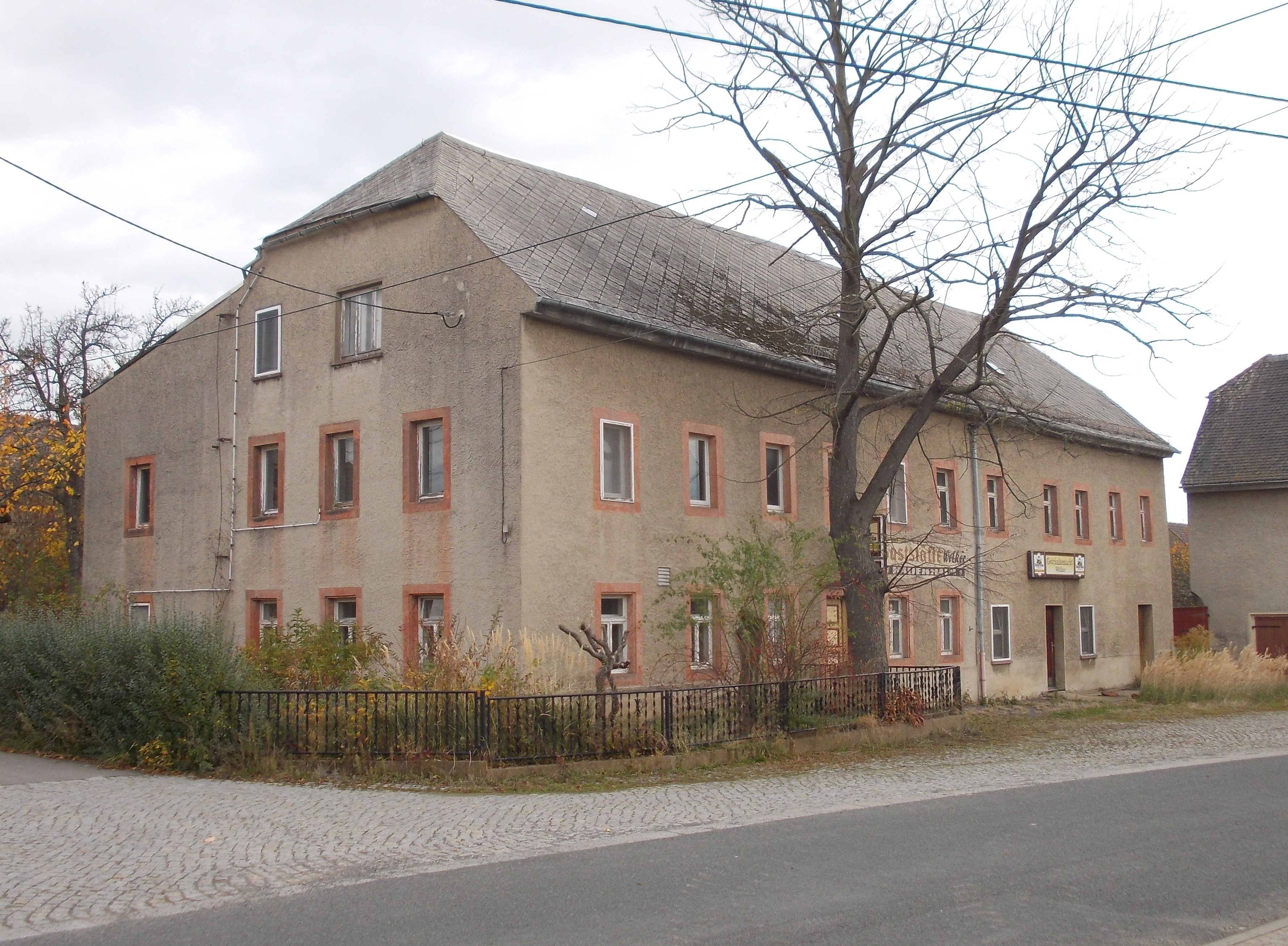
Nauenhain, Gasthof

Das Waldhufendorf Nauenhain wurde im Jahr 1241 als Nuenhain erwähnt. Als Exklave zwischen den kursächsischen Ämtern Colditz und Rochlitz und der Exklave Leutenhain des Amts Leisnig gehörte der Ort zum Besitz des Klosters Zschillen. Dieses kam im Jahr 1543 mit dem gesamten Besitz an Herzog Moritz von Sachsen, der es umgehend säkularisierte und an die Herren von Schönburg gegen die Orte Hohnstein, Wehlen und Lohmen in der heutigen Sächsischen Schweiz vertauschte. Daher kam für den Ort und die Klosteranlage der Name Wechselburg auf. Seitdem wurde die Exklave Nauenhain als Amtsdorf der schönburgischen Herrschaft Wechselburg geführt, welche den Herren von Schönburg unter wettinischer Oberhoheit gehörte. Die Kirche des Orts ist seit 1334 Pfarrkirche.
Im Rahmen der administrativen Neugliederung des Königreichs Sachsen wurde Nauenhain als Teil der schönburgischen Lehnsherrschaft Wechselburg im Jahr 1835 der Verwaltung des königlich-sächsischen Amts Rochlitz unterstellt. Ab 1856 gehörte Nauenhain zum Gerichtsamt Geithain und ab 1875 zur Amtshauptmannschaft Borna.
Bei der zweiten Kreisreform der DDR im Jahr 1952 wurde Nauenhain dem Kreis Geithain im Bezirk Leipzig zugeordnet. Der am 1. Januar 1974 eingemeindete Nachbarort Thierbaum wechselte durch seine Eingliederung vom Kreis Grimma in den Kreis Geithain. Im Jahr 1990 kam die Gemeinde Nauenhain mit dem Ortsteil Thierbaum zum sächsischen Landkreis Geithain. Der Ortsteil Thierbaum wurde am 1. Januar 1994 nach Bad Lausick umgegliedert, wodurch er gleichzeitig in den Kreis Grimma wechselte und ab 1. August 1994 zum Muldentalkreis gehörte. Nauenhain kam hingegen 1994 zum neu gebildeten Landkreis Leipziger Land, der 2008 im Landkreis Leipzig aufging. Die Eingemeindung von Nauenhain nach Geithain erfolgte am 1. Juli 1995.